# NGC 2881/1
NGC 2881/1 је спирална галаксија у сазвежђу Хидра која се налази на NGC листи објеката дубоког неба.
Деклинација објекта је - 11° 59' 44" а ректасцензија 9h 25m 54,7s. Привидна величина (магнитуда) објекта NGC 2881 износи 13,3 а фотографска магнитуда 14,1. NGC 28811 је још познат и под ознакама MCG -2-24-21, VV 293, ARP 275, PGC 26747.